# Kokand
Kokand ou Kakand (en ouzbek : Qo‘qon, prononcé : /qoqɒn/) est une ville de la province de Ferghana en Ouzbékistan. Kokand avait une population d'environ 200 000 habitants en 2004 et 259 700 en 2022.

## Géographie
Kokand se trouve dans la partie sud-ouest de la vallée de Ferghana, à 73 km à l'ouest-nord-ouest de Ferghana, à 81 km au sud-ouest de Namangan et à 165 km au sud-est de Tachkent.

## Histoire
Les premières mentions de l'endroit sont faites par des diplomates chinois. Ses tribus se mettent sous la bannière de l'empereur chinois Han Wudi en 138 av. J.-C. pour lutter contre les Huns.
Gengis Khan fit de cette ville sa résidence principale, et Tamerlan y donna, pour le mariage de ses petits-fils, une fête où se trouvèrent réunis cinq cents ambassadeurs de peuples soumis.
Au Xe siècle, il existait ici une localité du nom de Kavakend qui était une étape marchande de la route de la Soie. Elle a été détruite par les Mongols au XIIIe siècle. La localité, qui a donné naissance plus tard à Kokand, a appartenu à l'émirat de Boukhara entre 1571 et 1626. En 1700-1710, Chakhrouk, issu des tribus Mings, forme un petit territoire en partie indépendant de Boukhara. Son fils fait construire à la place de la forteresse d'Iski-Kourgan une bourgade nommée en son honneur Kala-i Rakhim-biy. Kokand est construite à l'emplacement de quatre fortins achetés par Rakhim qui y fait venir des hommes de sa tribu ; elle est entièrement reconstruite comme forteresse en 1732 alors qu'elle appartient au khanat de Kokand qui lui donne son essor. Elle devient une ville musulmane d'importance avec de nombreuses mosquées.

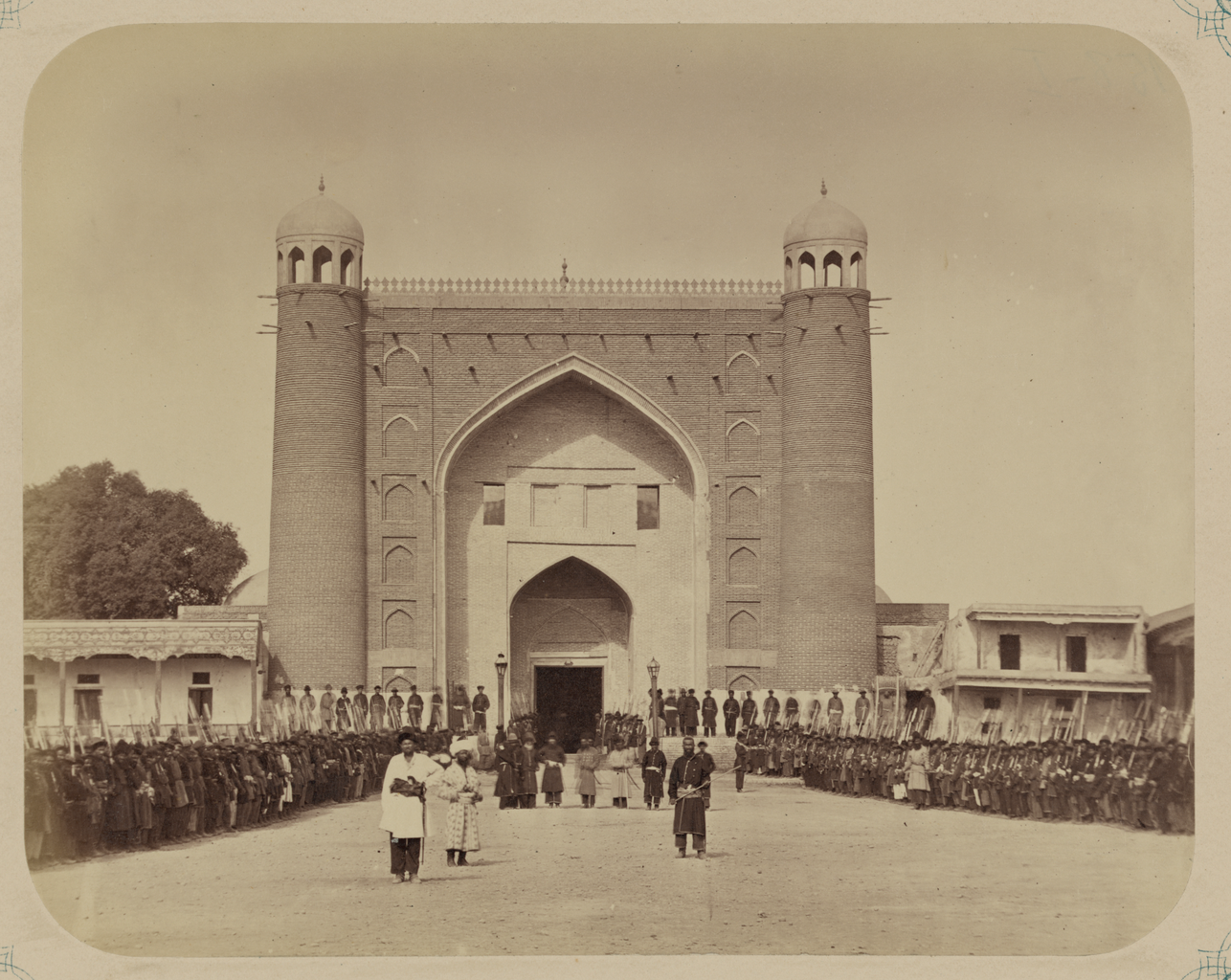
Portail du palais du khan de Kokand dans les années 1870.

À l'époque du Grand Jeu, Kokand, entre l'Empire russe et l'Empire britannique, est prise par les Russes le 19 février 1876 sous le commandement du colonel Skobeliev (futur général). La ville entre alors dans l'oblast de Ferghana et le gouvernement-général du Turkestan russe dirigé par le général von Kaufmann. Elle est la capitale de l'autonomie de Kokand dans les mois qui suivent la révolution de 1917, mais elle est assiégée par l'Armée rouge et des hommes de la fédération révolutionnaire arménienne dans la nuit du 6 au 7 février 1918. De violents combats de rue se poursuivent qui sont relayés par la suite dans la région par les rebelles basmatchis, jusque dans les années 1930. Kokand fait partie de la république socialiste soviétique d'Ouzbékistan en 1924 qui succède au Turkestan soviétique.

## Patrimoine
- Mosquée congrégationaliste de Kokand

## Personnalités liées à la ville
- Ali Feruz (Али Феруз), né en 1987, journaliste.
- Anatoli Sobtchak (1937-2000), né à Tchita, y a passé une partie de son enfance.
- Marek Halter, né en 1936 à Varsovie, y a vécu avec sa famille de 1941 à 1946.